# Oberösterreichischer Zentralraum
Koordinaten: 48° 15′ N, 14° 10′ O
Als Oberösterreichischer Zentralraum bezeichnet man das Gebiet um die Städte Linz, Wels und Steyr. Es bildet das wirtschaftliche Zentrum des Bundeslandes. Man bezeichnet es auch als „Fünftes Viertel“, neben den vier historischen Regionen Traun-, Hausruck-, Mühl- und Innviertel, wobei es Anteile der ersteren drei umfasst. Die NUTS-Region AT312 (Linz – Wels) ist österreichweit der Raum mit der höchsten Dichte an Groß- bzw. Mittelstädten.

Gemeinden des oö. Zentralraums, codiert nach Bevölkerungsdichte:
Grautöne: Umliegende kleinregionale Zentren

| > 2000 > 1000 – 2000 > 500 – 1000 > 250 – 500 | > 150 – 250 > 100 – 150  0 – 100 |

## Geographie

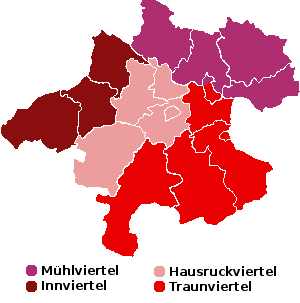
Der oberösterreichische Zentralraum überlagert die traditionelle Viertelgliederung des Bundeslandes

Der oberösterreichische Zentralraum im engeren Sinne erstreckt sich etwa im Dreieck Linz–Wels–Steyr, im weiteren Sinn als annäherndes Quadrat mit gut 40 km Kantenlänge zwischen Donau und den Mühlviertler Vorlagen im Granit- und Gneishochland im Norden, der Enns und der niederösterreichischen Landesgrenze im Osten, dem Beginn der Alpen (Oberösterreichische Voralpen) im Süden, und dem Innbach-Gebiet im Westen, mit einer Fläche von etwa 830 km². Von Südwest nach Nordost durchzogen wird es von der unteren Traun (etwa ab der Einmündung der Ager), und umfasst die Alpenvorland-Landschaften des Linzer Beckens (Linzer Feld) und der Welser Heide als Kernzone, und auch das Eferdinger Becken an der Donau und das linke untere Ennstal, sowie die umliegenden Hügelzonen (Traun-Enns-Riedelland, Teile des Hausruckviertler Hügellands, diverse südliche Mühlviertler Randlagen mit kleinen Teilen des Zentralmühlviertler Hochlands).
Es ist ein dicht besiedeltes Gebiet, das die Ballungsräume der drei Städte mit einschließt. Hier wohnt rund ein Drittel der oberösterreichischen Bevölkerung, circa 580.000 Menschen.
Zur Agglomeration der Städte gehören unter anderem die stark wachsenden Gemeinden Traun, Leonding, Ansfelden. Der Zentralraum greift im Osten bis Enns und an das Machland aus, im Süden bis Steyr und Kirchdorf, im Südosten an die Grenzen zum Salzkammergut bei Vorchdorf, im Westen bis Grieskirchen und Eferding, wie auch nördlich der Donau bis Feldkirchen und Gallneukirchen. Auch die angrenzende niederösterreichische Kleinregion Mostviertel Ursprung orientiert sich schon Richtung Westen.
Der Zentralraum ist nur partiell hoch verdichtet (80 m²/Person in Linz, Steyr und Wels), geht aber schnell in lockeres, teils auch vornehmlich landwirtschaftliches Gebiet (südlich von Wels bis 700 m²/Person) über. Selbst Linz hat mit ca. 200.000 Einwohnern keine Großstadtcharakteristik, und durch die unmittelbare Nähe weiterer bedeutender regionaler Zentren setzt die Stadt auch vergleichsweise wenig Speckgürtel an und bildet keine übertriebene zentralörtliche Struktur aus. Die enge Verflechtung von städtischer Dichte und weitläufigem ländlichem Freiraum für Betriebsansiedlung, suburbane Entwicklung wie auch für Nahversorgung und Erholung macht diesen Raum in Österreich einzigartig.

## NUTS-3-Region Linz-Wels
Grob dem oberösterreichischen Zentralraum entspricht die statistische Region Linz-Wels, die auf der Ebene NUTS 3 (AT-312) angesiedelt ist. Ihr gehören die Statutarstädte Linz und Wels, die Bezirke Eferding, Linz-Land und Wels-Land, sowie die donaunahen Gemeinden des Bezirks Urfahr-Umgebung (das sind Alberndorf in der Riedmark, Altenberg bei Linz, Eidenberg, Engerwitzdorf, Feldkirchen an der Donau, Gallneukirchen, Goldwörth, Gramastetten, Hellmonsödt, Herzogsdorf, Kirchschlag bei Linz, Lichtenberg, Ottensheim, Puchenau, St. Gotthard im Mühlkreis, Sonnberg im Mühlkreis, Steyregg, Walding) an.
Der Raum Steyr-Kirchdorf (AT314) bildet dabei eine eigene NUTS-Region.

## Wirtschaft und Infrastruktur
Der Oberösterreichische Zentralraum gehört zu den wirtschaftsstärksten und schnellstentwickelnden Kleinregionen in ganz Europa und ist einer der Wirtschaftsmotoren Österreichs. Hauptwirtschaftsfaktor ist die Lage an einer der europäischen Magistralen, dem TEN-V-Kernnetzkorridor Rhein-Donau von Mitteleuropa über Ungarn nach Südosteuropa, die im Zuge der EU-Erweiterungen immer weiter an Bedeutung gewinnt, ein Prozess, der noch nicht abgeschlossen ist.
Viele Versorgungs- und namhafte Produktionsbetriebe haben sich hier niedergelassen, da hier ideale Verkehrsanbindungen an die Westautobahn (A1, E60 München über Salzburg – Wien) und die parallele Wiener Straße (B1), die Innkreisautobahn (A8/E56 Nürnberg über Passau – Wels nach Wien) wie auch die Pyhrnautobahn (A9 Wels – Graz), sowie an die Westbahnstrecke und die Donauhäfen Linz und Enns bestehen.
Auch der internationale Flughafen Linz in Hörsching macht den Zentralraum für Betriebe wirtschaftlich interessant. Rund 312.000 Arbeitsplätze zählt die Region, womit allerdings aufgrund dieses Arbeitsplatzüberschusses zum Pendelverkehr innerhalb des Zentralraums auch noch Pendelverkehr von außen hinzukommt.
Dass Linz selbst nicht direkt an der Westautobahn A1 liegt, sondern über die Mühlkreisautobahn (A7) an die A1 angebunden ist, wurde zunächst als Handicap gesehen, erweist sich aber insofern als Glücksfall, weil dadurch europäischer Transitverkehr in Ost-West-Richtung (die E60 verläuft zwischen Frankreich und Kirgistan) und Regionalverkehr relativ entflochten sind. Europäischer Transitverkehr ist allerdings in Nord-Süd-Richtung zunehmend zu erwarten (z. B. E55 Nordeuropa – Prag – Linz – Graz – Südeuropa sowie Summerauer Bahn und Pyhrnbahn). Geplante Stadtumfahrungen von Linz sind der Westring (A26) und die Ostumfahrung. Der Knotenpunkt Wels ist durch die Welser Autobahn (A25) und die Welser Westspange (A8) großräumig entlastet.